# Heinrich Julius Böthführ
Heinrich Julius Böthführ (* 9. Dezemberjul. / 21. Dezember 1811greg. in Riga; † 5. Maijul. / 17. Mai 1888greg. ebd.) war ein baltischer Historiker und Jurist.

## Leben

### Familie
Heinrich Julius war ein Sohn des Kaufmanns Johann Heinrich Böthführ und der Anna Margaretha, geb. Schrader. Er vermählte sich mit Amalie Marie Zwenger.

### Werdegang
Nach dem Besuch des Gouvernements-Gymnasium in Riga studierte er bis 1839 Jura an der Kaiserlichen Universität Dorpat. Sein gesamter Lebens-, Wirkungs- und Entfaltungsraum war seine Heimatstadt Riga. Bereits 1837 war er in Riga Auskultant des Rats. Von 1840 bis 1845 arbeitete er bei der Administrationen der Kirchen und Stiftungen und in den Jahren 1845 bis 1846 als Notar des Stadtkonsistoriums sowie von 1846 bis 1848 als Notar des Vogteigerichts. 1848 war er Sekretär des Stadtkonsistoriums und Gehilfe des Obersekretärs des Rates. Er war von 1849 bis 1867 Ratsherr. Weitere berufliche Stationen und Tätigkeiten waren 1850 Inspektor der Stadtbibliothek, 1852 Präses des Getränkesteuer-Gerichts und Inspektor der Stadtakzise- und Getränkesteuer-Verwaltung, 1853 Präses des Wettgerichts, 1857 Glied der Kommission zur Abtragung der Festungswerke, 1857 Präses der Kommission zur Errichtung eines Gas und Wasserwerks. Seit 1870 war er Präses Gas und Wasserwerks, von 1860 bis 1882 Inspektor der Domkirche und schließlich in den Jahren 1867 bis 1882 Bürgermeister, sowie gleichzeitig Präses des Landvogteigerichts und des Armendirektoriums. Im Jahr 1869 war er Vizepräsident des Rates und seit 1872 Syndikus und Inspektor des Stadtarchivs. 
Böthführ war seit 1843 mit Unterbrechung in den Jahren 1853 bis 1857 Mitglied, 1870 bis 1885 Mitdirektor und 1885 bis 1888 Präsident der Gesellschaft für Geschichte und Altertumskunde der Ostseeprovinzen Russlands sowie seit 1888 Ehrenmitglied der Gelehrte Estnische Gesellschaft in Dorpat.

## Schriften
Neben zahlreichen kommunalpolitischen Abhandlungen und der Mitarbeit an der Allgemeinen Deutschen Biographie verfasste er zwei Hauptwerke:
- Die Rigische Rathslinie vom Jahre 1226 bis auf die gegenwärtige Zeit. Müller, Riga 1857.
  - 2., vollständig umgearbeitete Auflage: Die Rigische Rathslinie von 1226 bis 1876: Nebst einem Anhang: Verzeichniss der Ältermänner, Ältesten und Dockmänner der Grossen Gilde in Riga von 1844 bis 1876. J. Deubner, Riga, Moskau und Odessa 1877 (Digitalisat im Internet Archive).
- Die Livländer auf auswärtigen Universitäten in vergangenen Jahrhunderten. Festschrift der Gesellschaft für Geschichte und Altertumskunde der Ostseeprovinzen Russlands zur Feier ihres 50jährigen Bestehens am 6. Dez. 1884. Wilhelm Ferdinand Häcker, Riga 1884 (Digitalisat in der Universitäts- und Landesbibliothek Düsseldorf).